# Assori Itoua Ngaporo
 (décembre 2023).
Si vous disposez d'ouvrages ou d'articles de référence ou si vous connaissez des sites web de qualité traitant du thème abordé ici, merci de compléter l'article en donnant les références utiles à sa vérifiabilité et en les liant à la section « Notes et références ».
 (décembre 2020).
La mise en forme du texte ne suit pas les recommandations de Wikipédia : il faut le « wikifier ».
Les points d'amélioration suivants sont les cas les plus fréquents :
- Les titres sont pré-formatés par le logiciel. Ils ne sont ni en capitales, ni en gras.
- Le texte ne doit pas être écrit en capitales (les noms de famille non plus), ni en gras, ni en italique, ni en « petit »…
- Le gras n'est utilisé que pour surligner le titre de l'article dans l'introduction, une seule fois.
- L'italique est rarement utilisé : mots en langue étrangère, titres d'œuvres, noms de bateaux, etc.
- Les citations ne sont pas en italique mais en corps de texte normal. Elles sont entourées par des guillemets français : « et ».
- Les listes à puces sont à éviter, des paragraphes rédigés étant largement préférés. Les tableaux sont à réserver à la présentation de données structurées (résultats, etc.).
- Les appels de note de bas de page (petits chiffres en exposant, introduits par l'outil «  Source ») sont à placer entre la fin de phrase et le point final[comme ça].
- Les liens internes (vers d'autres articles de Wikipédia) sont à choisir avec parcimonie. Créez des liens vers des articles approfondissant le sujet. Les termes génériques sans rapport avec le sujet sont à éviter, ainsi que les répétitions de liens vers un même terme.
- Les liens externes sont à placer uniquement dans une section « Liens externes », à la fin de l'article. Ces liens sont à choisir avec parcimonie suivant les règles définies. Si un lien sert de source à l'article, son insertion dans le texte est à faire par les notes de bas de page.
- La présentation des références doit suivre les conventions bibliographiques. Il est recommandé d'utiliser les modèles {{Ouvrage}}, {{Chapitre}}, {{Article}}, {{Lien web}} et/ou {{Bibliographie}}. Le mode d'édition visuel peut mettre en forme automatiquement les références.
- Insérer une infobox (cadre d'informations à droite) n'est pas obligatoire pour parachever la mise en page.

Pour une aide détaillée, merci de consulter Aide:Wikification.
Si vous pensez que ces points ont été résolus, vous pouvez retirer ce bandeau et améliorer la mise en forme d'un autre article.
Assori Itoua Ngaporo, né le 22 juillet 1944 à Ello (Congo) est un professeur émérite de l’université Marien Ngouabi de Brazzaville et Praticien hospitalier, Spécialiste d’Hépatologie-gastroentérologie  et  d’infection VIH/SIDA, ancien Doyen de la Faculté de Médecine de Brazzaville, président de l’Académie nationale des sciences et technologies du Congo et délégué général à la Recherche scientifique depuis le 31 décembre 1998.

## Biographie
Assori Itoua Ngaporo est né le 22 juillet 1944 à Ello, village situé dans le district d’ollombo, en République du Congo-Brazzaville. Il s’est marié le 19 août 1974 à Lille en France avec Adèle Philomène Ossenguet ; il est père de cinq enfants.
Après un cycle primaire à Ngagna (région des Plateaux) et à Tsambitso (région de la Cuvette), il entre au collège Chaminade de Brazzaville, où il obtient le BEPEC en 1960 puis le BAC  en 1963 (série sciences expérimentales, série D actuelle). En juin 1964, après l’obtention du certificat préparatoire des études médicales (CPEM) à l’école des sciences du Centre d’enseignement supérieur de Brazzaville (CESB), il s’envole pour la France où il s’inscrit à la Faculté de médecine de Lille ;  Il y accomplit les études médicales de 1964 à 1970. En 1969, il revient au Congo pour effectuer un stage d’internat à l’Hôpital Général de Brazzaville. C’est là qu’il découvre la richesse et la variété de la pathologie tropicale face au manque criard des personnels soignants et à la pénurie des équipements techniques; c’est là également qu’il s’initie à la
Gouvernance hospitalière ; c’est là encore qu’il opte pour se spécialiser en hépato-gastroentérologie.
Revenue à Lille, il soutient sa thèse de doctorat en médecine le 29 juin 1972 sur le thème : « Contribution à l’étude des léiomyomes du duodénum ». Par la suite il prépare et obtient les grades et compétences dans les différentes spécialités médicales suivantes : certificat d’études spéciales (CES) d’hygiène et d’action sanitaire et sociale  (1972) ; CES de biologie et de médecine du sport (1974) ; CES des maladies de l’appareil digestif et de la nutrition (1975) ; CES de médecine tropicale (1976) ; la maîtrise es-sciences médicales (1977) ; Agrégation de médecine, option hépato-gastro-entérologie des CHU de France en 1978. Il est le troisième agrégé du Congo, après les professeurs Bernard Galiba (1971) et Christophe Bouramoué (1973) ; il est le second agrégé d’hépato-gastro-entérologie en Afrique noire francophone après le professeur Alain Attia de côté d’Ivoire.
Au cours de sa carrière universitaire en France, Assori Itoua-Ngaporo a été assistant d’histologie (1970-1973) ;  assistant d’hygiène et d’action sanitaire et sociale (1972-1975) ; assistant dans le laboratoire d’hépato-gastro-entérologie (1975-1976).
En ce qui concerne ses fonctions hospitalières en France, Assori Itoua-Ngaporo a été un faisant fonction d’interne des hôpitaux à la clinique des maladies de l’appareil digestif et de la nutrition du CHU de Lille (1970-1971) ; il a été médecin-attaché au Centre des examens de santé (Pr M. Gervois) de 1971 à 1973, puis à la clinique des maladies de l’appareil digestif et de la nutrition de 1972 à 1975 et enfin assistant dans la même clinique dirigée par le professeur Jean Paris de 1975 à 1978.
Assori Itoua-Ngaporo a par ailleurs assuré de nombreux enseignements dirigés et magistraux en deuxième et troisième cycles, en hygiène, en histologie et en hépato-gastro-entérologie.
De retour définitif au Congo en septembre 1978, Assori Itoua-Ngaporo fonde le service de gastro-entérologie et de médecine interne ; il contribue à la création d’autres services médicaux spécialisés ; il crée le CES/DES d’hépato-gastro-entérologie et forme les premiers agrégés de cette spécialité d’Afrique centrale (Congo, Gabon, RCA, RDC). Les maladies digestives mises à part, il est un des pionniers de la lutte contre le VIH/Sida au Congo. En 1985, il initie et dirige le Comité National de Diagnostic et de Lutte contre le Sida. Cette structure de lutte, qui voit le jour deux ans avant celle de l’OMS, place le Congo parmi les premiers pays africains engagés dans la lutte contre cette pandémie. En 1987, ce comité devient le « Programme National de Lutte contre le Sida » dirigée par son collaborateur, le docteur Pierre Mpélé. En juin 1988, de retour d’une Conférence Internationale sur le Sida à Stockholm (Suède), Assori Itoua-Ngaporo participe à Paris, à l’initiative du professeur Marc Gentilini et de  madame Danielle Mitterrand, présidente de la Fondation France Liberté à la création de l’Organisation panafricaine de lutte contre le sida (OPALS). Le professeur Assori Itoua-Ngaporo est le président de l’OPALS-Congo, le docteur Pierre Mpélé, secrétaire général. En 1994, l’OPALS et la Croix-Rouge française ont construit, au sein du CHU de Brazzaville, le premier centre de traitement ambulatoire (CTA) destiné à délivrer des trithérapies antirétrovirales en Afrique subsaharienne.
Concomitamment à ses activités hospitalières, Assori Itoua-Ngaporo exerce des fonctions administratives universitaires : chef de département de médecine et des sciences infirmières de 1978 à 1995 ; vice-doyen de 1982 à 1985 ; doyen en 1984, succédant au doyen fondateur Christophe Bouramoué, nommé ministre de la Santé et des Affaires sociales. Durant son mandat de doyen, Assori Itoua-Ngaporo prend plusieurs initiatives visant à renforcer les compétences de l’université et de la faculté de médecine : plaidoyer pour obtenir l’adhésion des universitaires au CAMES ; contribution à l’organisation à Brazzaville en 1984 du deuxième concours d’agrégation de médecine ; mise sur pied de la commission chargée de la préparation des candidats au concours d’agrégation ; plaidoyer pour transformer l’hôpital général en CHU, véritable Centre de recherche biomédicale et d’apprentissage du métier de médecin ; institution des CES, rebaptisés DES ; création de la Revue Médicale du Congo ; création de la Société médicale du Congo et de ses filiales ; élaboration du projet d’institution de l’internat du CHU de Brazzaville ; enfin instauration de l’éméritat à l’université Marien Ngouabi.
Nommé délégué général de la Recherche Scientifique et Technologique par décret n° 98-475 du 31 décembre 1998, Assori Itoua-Ngaporo prend les mesures suivantes pour restructurer le système national de recherche et pour améliorer la qualité et le statut des chercheurs : 1. obligation d’inscription des chercheurs congolais sur les listes d’aptitude du CAMES ; 2. création de groupes de recherche sur les champs scientifiques laissés jusque-là à la marge : groupe de recherche biomédicale (GRBM) qui deviendra l’IRSSA ; groupe de recherche en sciences exactes et naturelles (GRSEN) qui intégrera l’IRSEN ; centre Régional de recherche agronomique et forestière d’Oyo (CRRAFO) qui intégrera l’IRA et l’IRF ; 3. initiation du projet de convention de  coopération DGRST-UMNG ; 4. création du comité d’éthique de la recherche en sciences de la santé (CERSSA), premier et unique comité d’éthique au Congo ; 5. initiation d’un projet de décret portant modification du décret n° 82/842 du 16 septembre 1982, portant statut particulier du personnel de la recherche ; 6. Initiation  d’un projet de décret portant recrutement des chercheurs ; 7. décision portant amélioration des conditions des chercheurs inscrits sur la liste d’aptitude du CAMES ; 8. initiation du projet de création de la Société de recherche et de technologie pharmaceutique (SORETEP) ; 9. organisation du colloque national sur la science et la technologie (28-30 juin 2001) qui propose le regroupement des 15 centres et 8 unités de recherche en 7 instituts nationaux de recherche mieux profilés : IRA, IRF, IRSSA, IRSEN, INRSIIT, INRSSH et IGN ; 10. Initiation du projet de création de l’Académie nationale des sciences et technologies du Congo (ANSTC).
Sur le plan professionnel la famille du professeur Assori Itoua-Ngaporo constitue une sorte de « clan de médecins » : sa femme, Adèle Philomène Ossenguet, est médecin ; parmi ses cinq enfants, le premier fils, Akoli Assori Itoua-Ngaporo est médecin-biologiste ; la dernière fille, Ngala Akoa Itoua-Ngaporo est médecin gastro-entérologue et universitaire (telle fille, tel père) ; ses neveux René-César Angala-Ngaporo est médecin-gastro-entérologue ; Ngoli Ondele-Ngaporo est médecin-radiologue ; Antoine Okandzé est pharmacien-biologiste ; Blaise Irénée Atipo-Ibara est médecin-gastro-entérologue et universitaire.

## Engagement associatif
Assori Itoua-Ngaporo est membre de 14 sociétés savantes. Il a été président fondateur de la Société médicale du Congo et de la Société congolaise de gastro-entérologie. Il a été rédacteur en chef de la Revue médicale du Congo. Il est ancien membre de la Conférence internationale des doyens des facultés de médecine d’expression française (CIDMEF) et de la Conférence africaine des doyens des facultés de médecine d’expression française (CADMEF). Enfin il a été membre du Conseil de l’Organisation Internationale des Palmes Académiques (OIPA) du CAMES.

## Publications
Assori Itoua-Ngaporo est signataire de plus de plusieurs articles scientifiques et de livres :
- Contribution à l’étude des léiomyomes du duodénum. Thèse médecine, Lille, 29 juin 1972, 174p.
- État actuel de la trypanosomiase humaine africaine et moyen de lutte dans la République Populaire du Congo. Mémoire, CES d’hygiène et d’action sanitaire et sociale, Lille 8 novembre 1972, 32p.
- L’angiomatose hépatique, à propos de deux observations. Mémoire, CES des maladies de l’appareil digestif et de la nutrition, Lille, 6 novembre 1975, 158p.
- Infection à VIH, aspects en zone tropicale. Édition Ellipse, Paris, 1989.
- Les Résistances du bassin de l’Alima-Nkéni au Congo, 1907-1915. L’Harmattan, Paris, 2019, 199p.

## Distinctions
Le professeur Assori Itoua-Ngaporo a été honoré par de nombreuses distinctions de la France, du CAMES, de son pays et d’autres pays africains :
- Chevalier des Palmes Académiques françaises en 1985 ;
- Commandeur de l’ordre national du mérite de France en 1995 ;
- Officier de la Légion d’honneur de France en 2008
- Officier de l’organisation internationale des Palmes Académiques (OIPA) du CAMES en 2003
- Commandeur de l’ordre national du mérite du Congo en 1994
- Commandeur de l’ordre du mérite universitaire de l’Université Marien Ngouabi en 2017
- Chevalier de l’ordre du mérite du Gabon (1987)
- Chevalier de l’ordre du mérite de la Centrafrique (1987)
- Chevalier de l’ordre du mérite du Lion du Sénégal (1988)
- Chevalier de l’ordre du mérite de Côte d’Ivoire (1989)